# 쉐보레 스핀
쉐보레 스핀(영어: Chevrolet Spin)은 제너럴 모터스가 쉐보레 브랜드로 생산하는 미니 MPV이다. GM 두 브라질에서 개발한 이 차량은 남아메리카에서 메리바와 자피라를 대체했으며, 2열 및 3열 좌석 옵션을 제공한다. 2012년부터 브라질에서 생산되어 남미 전역으로 수출되었다. 2013년부터 2015년까지 GM 인도네시아는 브카시 공장에서 동남아시아 시장을 위한 이 차량을 조립했다.

## 개요

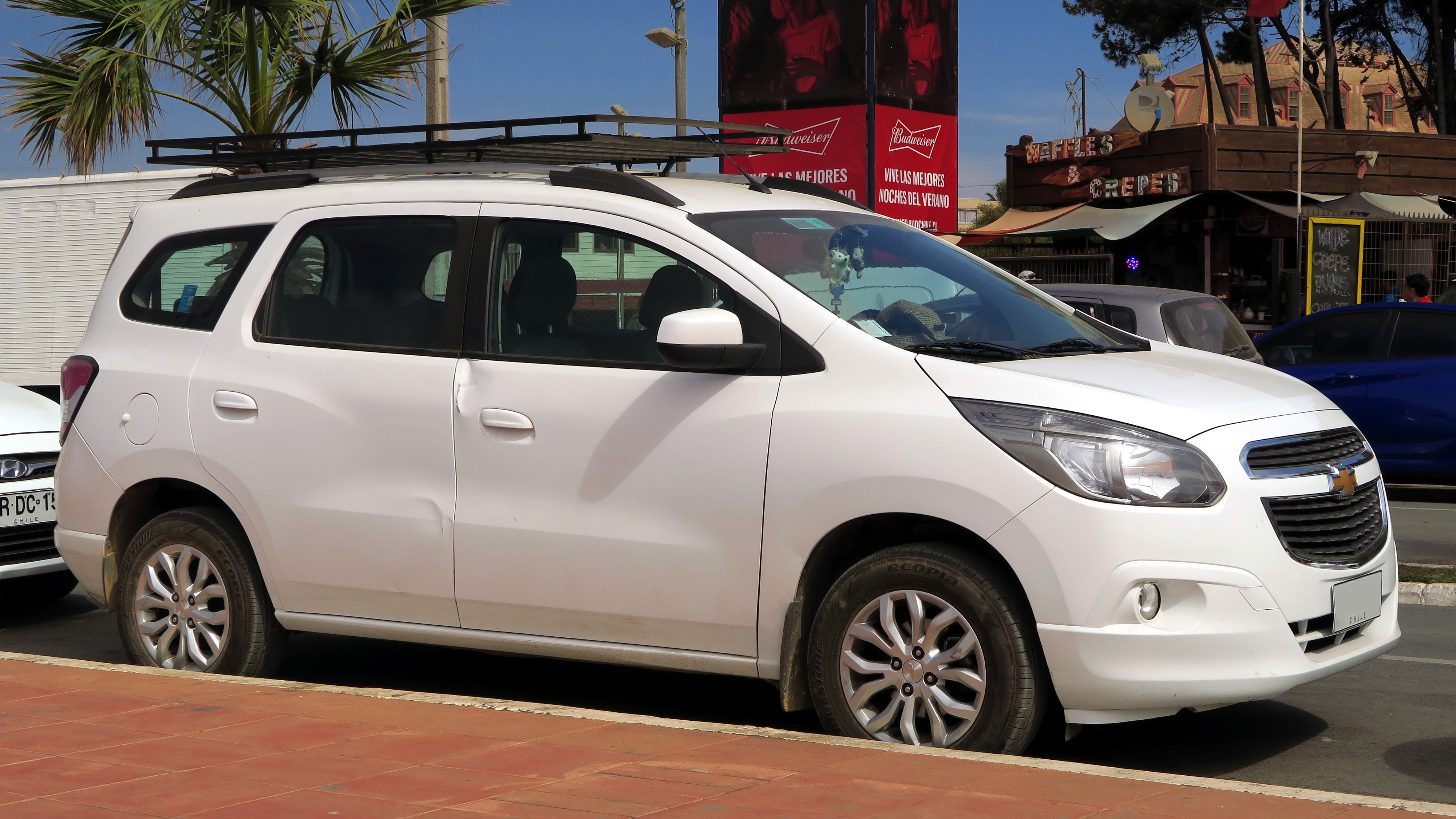
2018 쉐보레 스핀 1.8 LTZ (칠레)

스핀은 주로 브라질의 GM 브라질 센트로 테크놀로지코 상카에타누두술에서 설계 및 엔지니어링되었다. 개발 중에는 PM5/PM7 프로젝트로 알려져 있었다. 이 차량은 오펠이 개발한 쉐보레 메리바와 쉐보레 자피라를 남아메리카에서 모두 대체하기 위해 개발되었다. 브라질에서 생산되는 쉐보레 코발트와 동일한 플랫폼을 기반으로 제작되었다.
넓은 실내 공간을 목표로 개발된 이 차량은 코발트와 공유하는 2,620 mm (103.1 in) 길이의 휠베이스 위에 제작되었다. 3열 모델의 경우, 뒷좌석이 앞좌석보다 높게 배치되는 "극장" 형식으로 좌석이 배열되어 뒷좌석 승객의 시야를 더 좋게 한다. 모든 좌석을 제자리에 배치하면 3열 스핀의 트렁크 용량은 162 L이며, 3열 좌석을 접으면 553 L의 공간을 확보할 수 있다. 2열 모델은 710 L의 화물 공간을 가지고 있다. 총 23가지의 좌석 배열이 가능하다.
스핀은 2012년부터 브라질 상카에타누두술에 있는 제너럴 모터스 두 브라질 공장에서 생산되었다. 또한 2013년부터 2015년까지 인도네시아 서자와주 브카시에 있는 GM 인도네시아 공장에서도 생산되었다. 인도네시아에서의 생산은 2013년 2월에 시작되었다. 2015년 6월 말, GM은 낮은 수요와 높은 제조 비용으로 인해 인도네시아에서 스핀 생산을 중단하고 브카시 공장을 폐쇄했다.

## 시장

### 브라질
스핀은 2012년 6월 브라질 시장에 공개되었다. LT 및 LTZ 트림으로 제공되었으며, LTZ 트림은 자피라를 대체하기 위한 선택적 3열 좌석을 제공했다. 이 차량은 1.8리터 에코노플렉스 엔진으로만 구동되며, 108 hp (109 PS; 81 kW)의 출력과 171 N·m (17.4 kg·m; 126 lb·ft)의 토크를 낼 수 있다. 변속기 옵션으로는 5단 수동 및 크루즈에서 가져온 6단 GF6 자동변속기가 포함된다. GM은 이 시장에서 월 2,800대 판매를 목표로 했다.
2014년 11월, 브라질 시장은 크로스오버에서 영감을 받은 액티브 트림을 받았다. 장식적인 측면 클래딩과 재설계된 범퍼 외에 지상고가 8 mm (0.3 in) 높아졌고, SUV와 유사하게 후면 장착형 외부 스페어 타이어가 장착되었다.

개정된 버전은 2015년 3월 2016년 모델로 출시되었으며, 개정된 실내 색상 구성과 업데이트된 자동 변속기를 갖췄다.

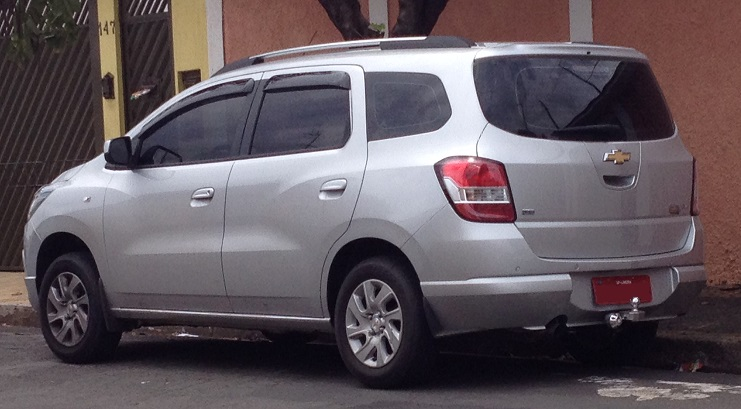
스핀 1.8 LTZ (브라질)
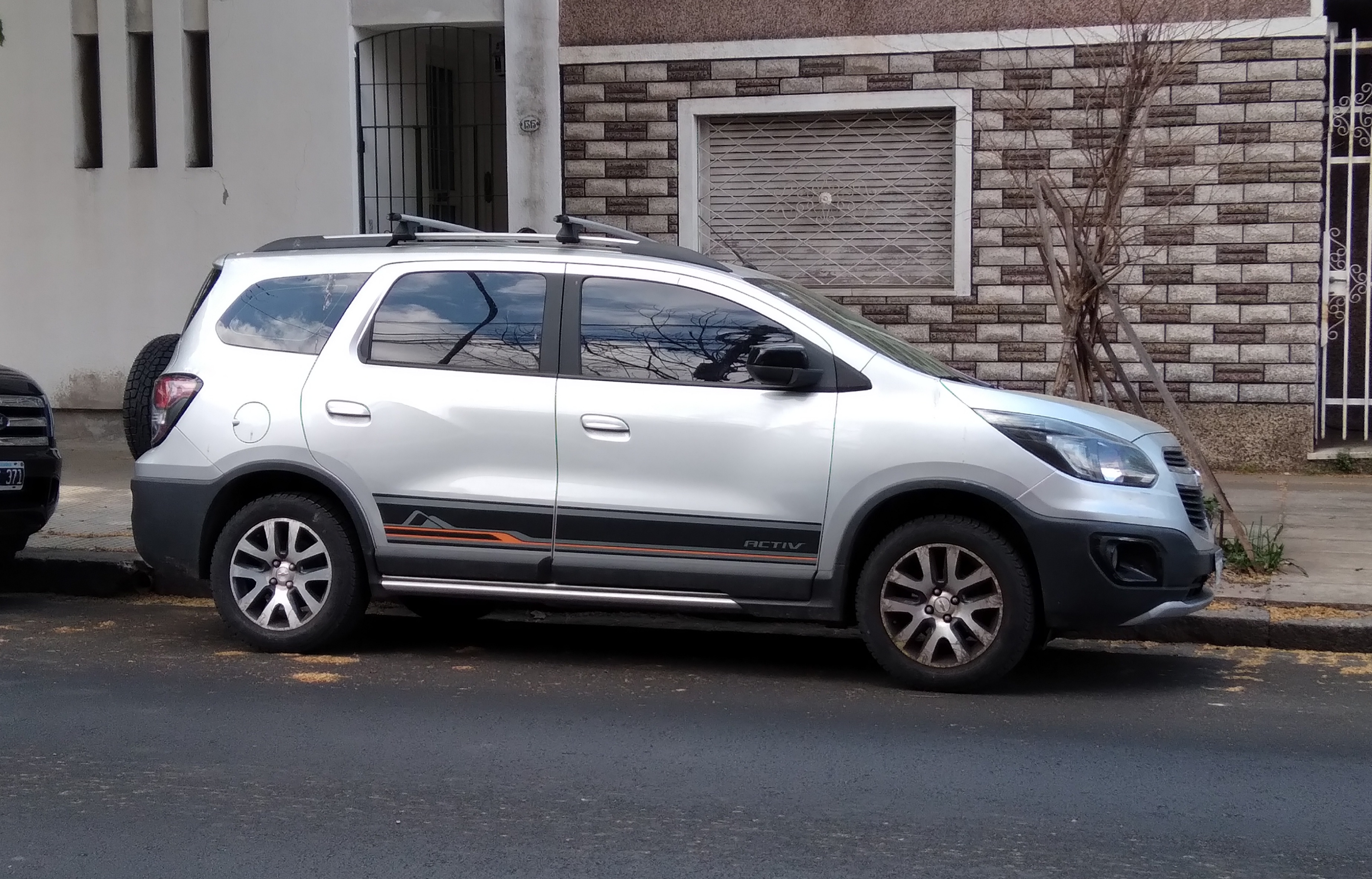
스핀 액티브
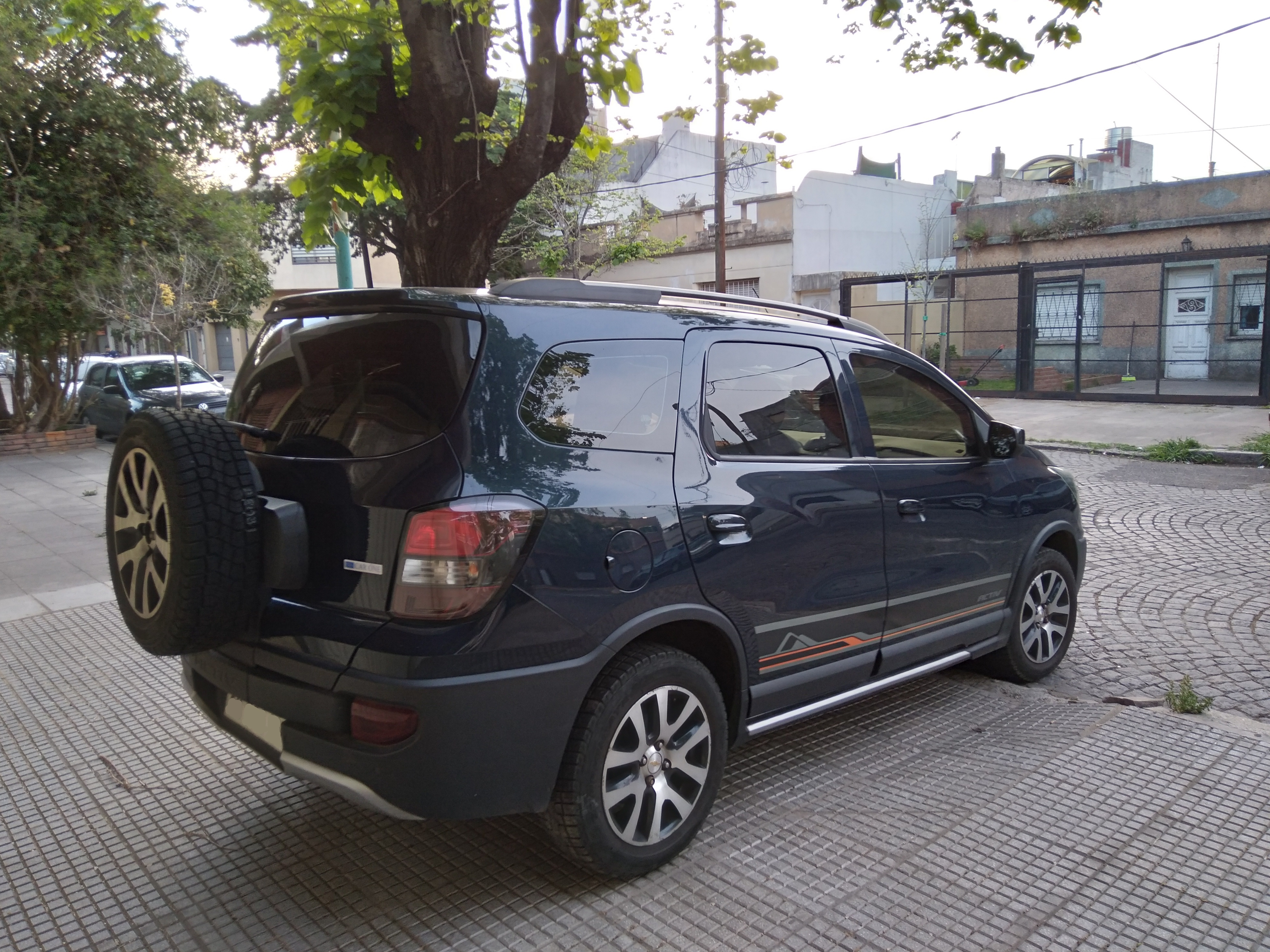
스핀 액티브 (후면)

### 아르헨티나
스핀은 2013년 3월 아르헨티나에 출시되었다. 브라질에서 생산된 아르헨티나의 스핀은 LT, LTZ, 액티브 트림 레벨로 제공된다. 엔진 옵션으로는 에코노플렉스 1.8리터 가솔린 엔진과 피아트에서 가져온 1.3리터 멀티젯 터보디젤 엔진이 있다. 디젤 엔진은 5인승 및 7인승 모델 모두 LTZ 트림에서만 사용할 수 있었다.

### 인도네시아
스핀은 2013년 2월 인도네시아에 소개되었다. 인도네시아 버전은 현지에서 조립되었으며, 모든 모델에 표준 3열 좌석과 3열 통풍 기능을 제공했다.
출시 당시 3가지 트림 레벨과 3가지 엔진 옵션이 제공되었다. 기본 엔진은 오펠에서 가져온 1.2리터 A12XER 가솔린 엔진으로, LS 및 LT 트림에서 5단 수동 변속기와 함께 제공되었다. 1.5리터 가솔린 엔진은 모든 트림에서 제공되었으며, 5단 수동 및 6단 자동 변속기와 함께 사용할 수 있었다. 피아트에서 가져와 TDCi로 브랜드화된 1.3리터 멀티젯 터보디젤 엔진도 제공되었다. 이 엔진은 75 PS (74 hp; 55 kW)의 출력과 190 N·m (19.4 kg·m; 140 lb·ft)의 토크를 냈으며, 모든 트림에서 5단 수동 변속기와 짝을 이루었다.
2014년 4월, GM 인도네시아는 1.5리터 엔진과 6단 자동 변속기에서만 사용할 수 있는 액티브 트림 레벨을 도입했다. 이 트림은 후면 장착형 외부 스페어 타이어와 16인치 듀얼톤 휠을 제외하면 브라질 시장의 스핀 액티브와 유사하다. 이 트림은 또한 스티어링 휠 오디오 컨트롤과 검은색 시트를 추가했다.

생산은 2015년 7월에 종료되었으며, 남아있는 재고는 2016년 5월까지 모두 판매되었다.

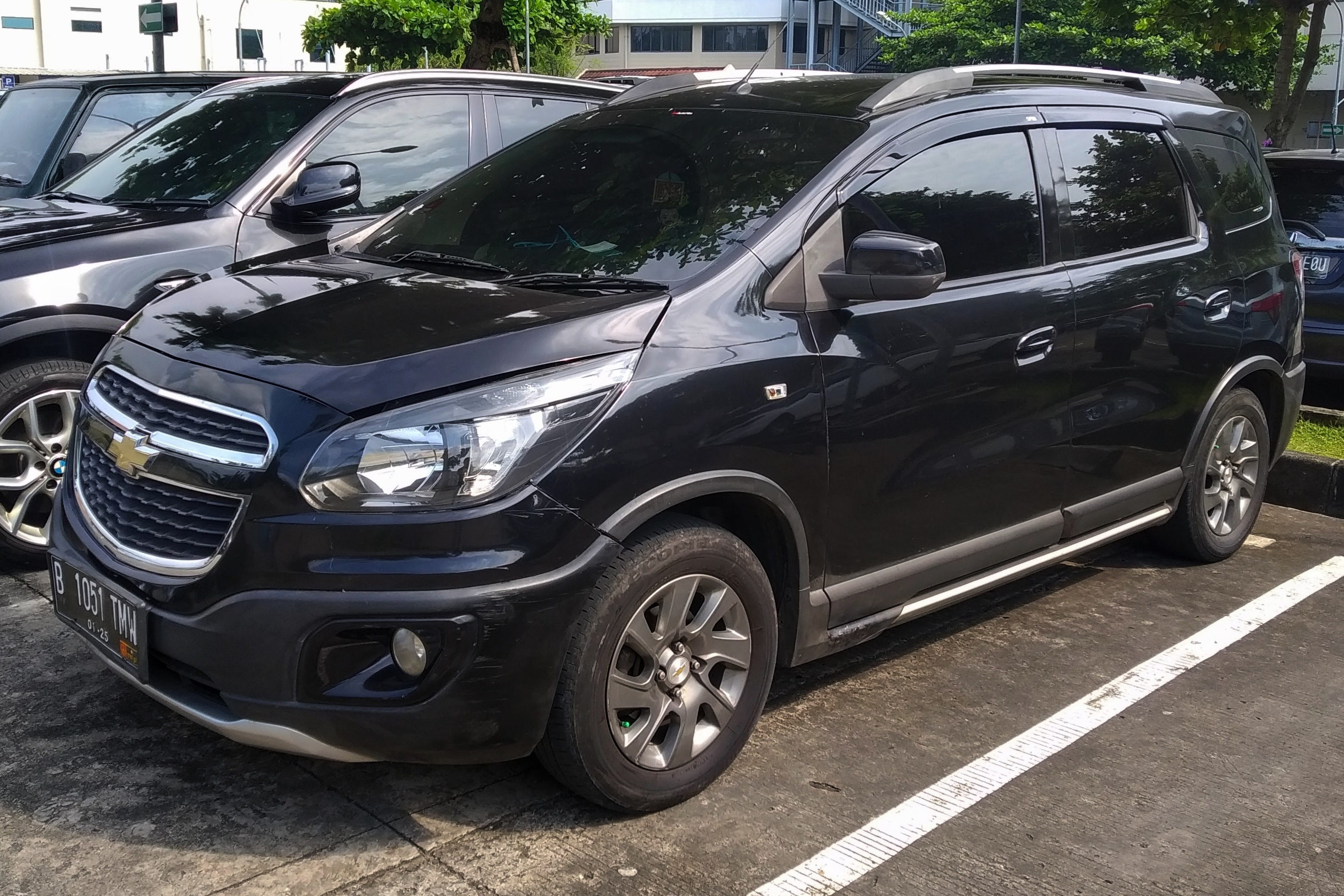
쉐보레 스핀 액티브 (인도네시아)
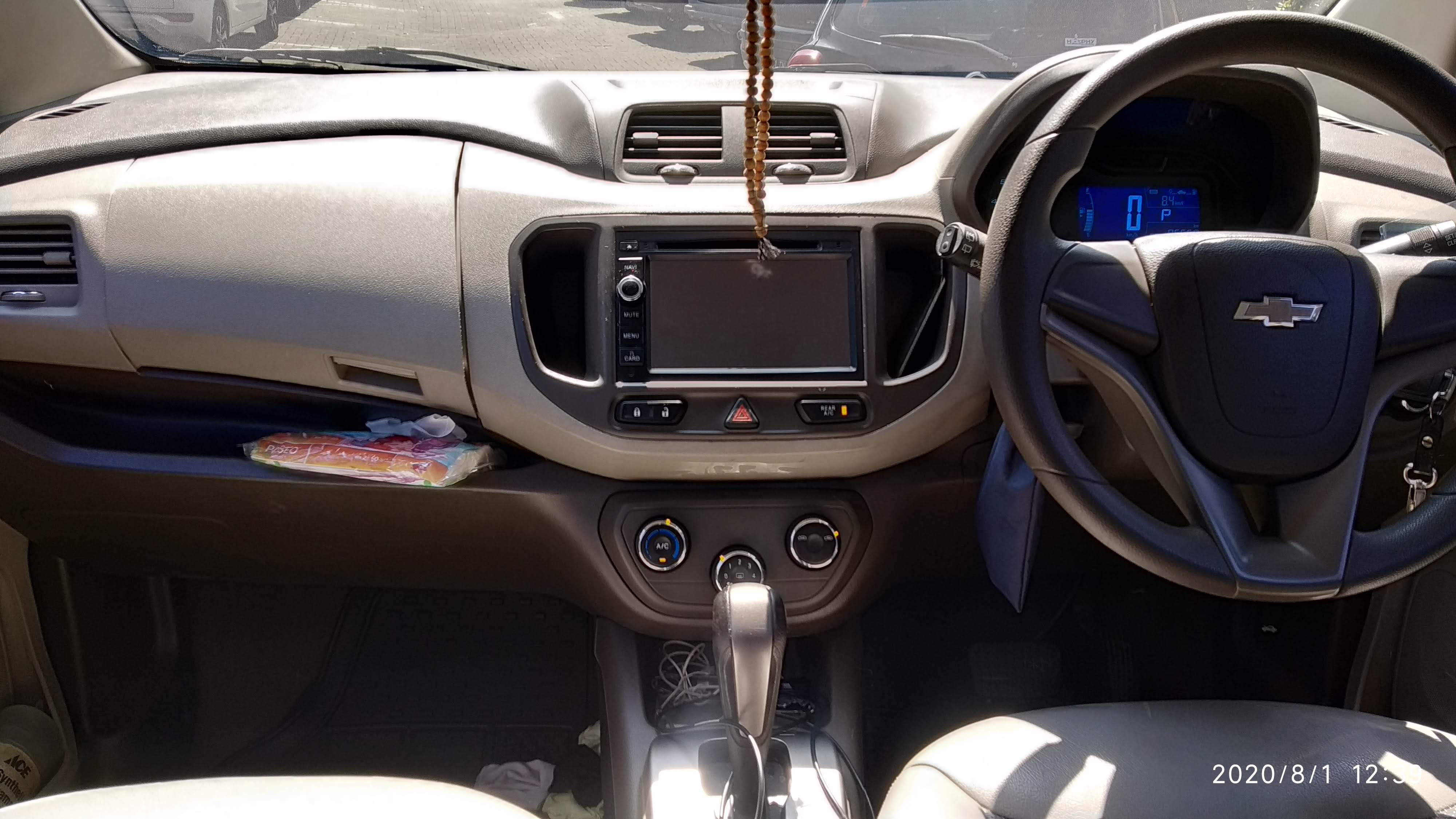
애프터마켓 모니터 엔터테인먼트 시스템이 장착된 실내

### 태국
스핀은 2013년 4월 태국에 출시되었다. 인도네시아에서 수입되었으며, 1.5리터 엔진과 자동 변속기가 장착된 단일 LTZ 트림으로 제공되었다.

### 필리핀
스핀은 2013년 7월 필리핀에서 공개되었고 다음 달에 판매를 시작했다. 1.3리터 터보 디젤, 1.3리터 터보 디젤 LTZ, 1.5리터 LTZ 가솔린의 세 가지 트림 레벨로 출시되었다. 이 차량은 인도네시아 공장에서 공급되었다.

## 페이스리프트

### 첫 번째 페이스리프트
첫 번째 페이스리프트 스핀은 2018년 6월 아르헨티나에, 그리고 2018년 7월 브라질 시장에 출시되었다. 새로운 스핀은 재설계된 전면 및 후면 페시아, 개정된 대시보드 및 디지털 계기판 제거가 특징이다. 3점식 안전벨트, 중앙 2열 승객을 위한 헤드레스트 및 ISOFIX와 같은 여러 새로운 안전 기능이 도입되었다. GM에 따르면, 기어 변속을 최적화하여 더 빠른 가속을 가능하게 하기 위해 자동 변속기 보정에 개선이 이루어졌다. 브라질에서 제공되는 트림 레벨은 LS, LT, LTZ, 액티브7이다.

2020년 모델부터 LTZ 트림은 Premier로 이름이 변경되었다. 2021년 모델에는 표준 안정성 제어 및 언덕 출발 보조, 앞좌석 안전벨트 경고, 개정된 계기판 디자인 및 새로운 자동 변속기가 추가되었다.

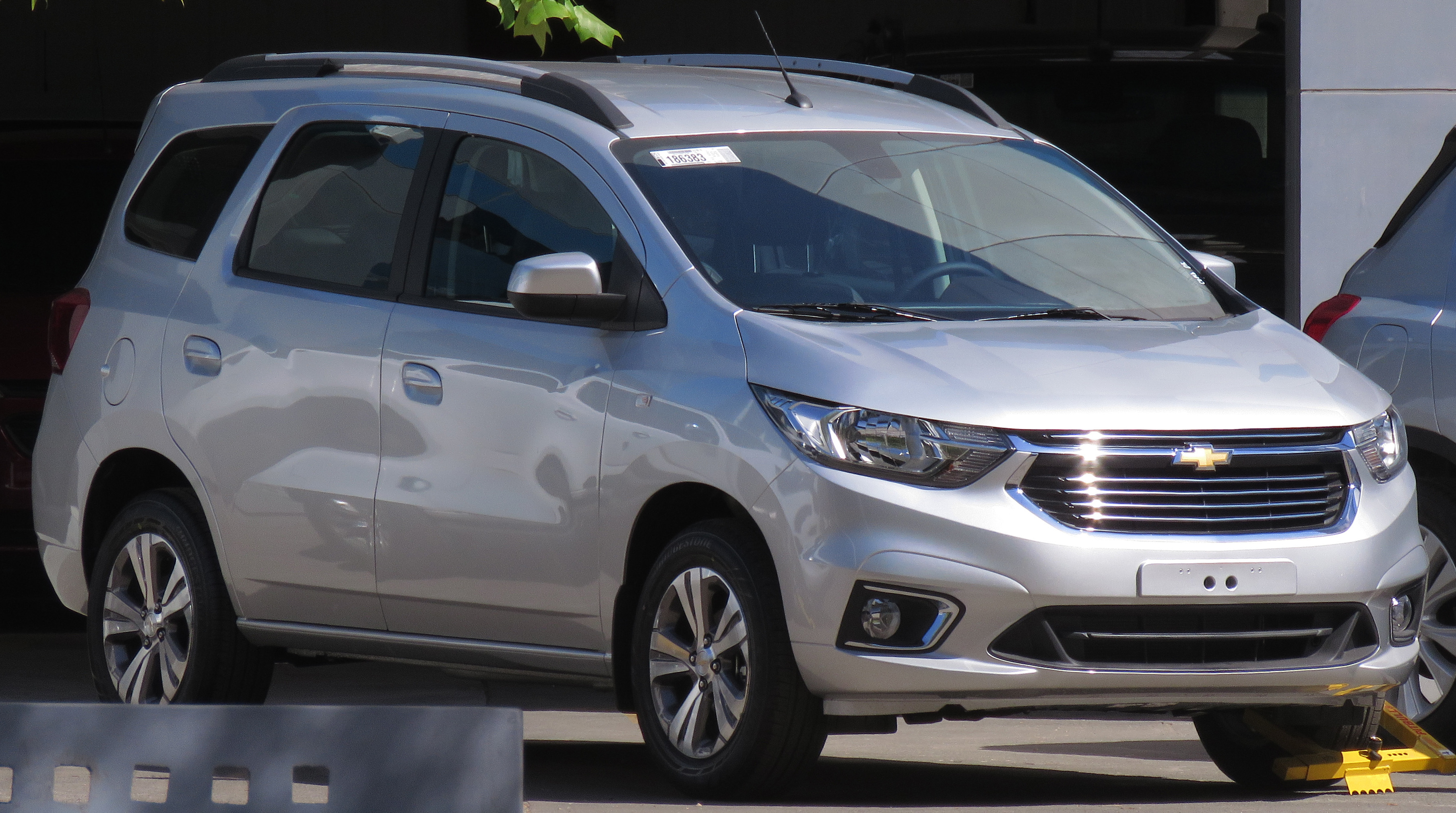
2019 스핀 LTZ (페이스리프트)
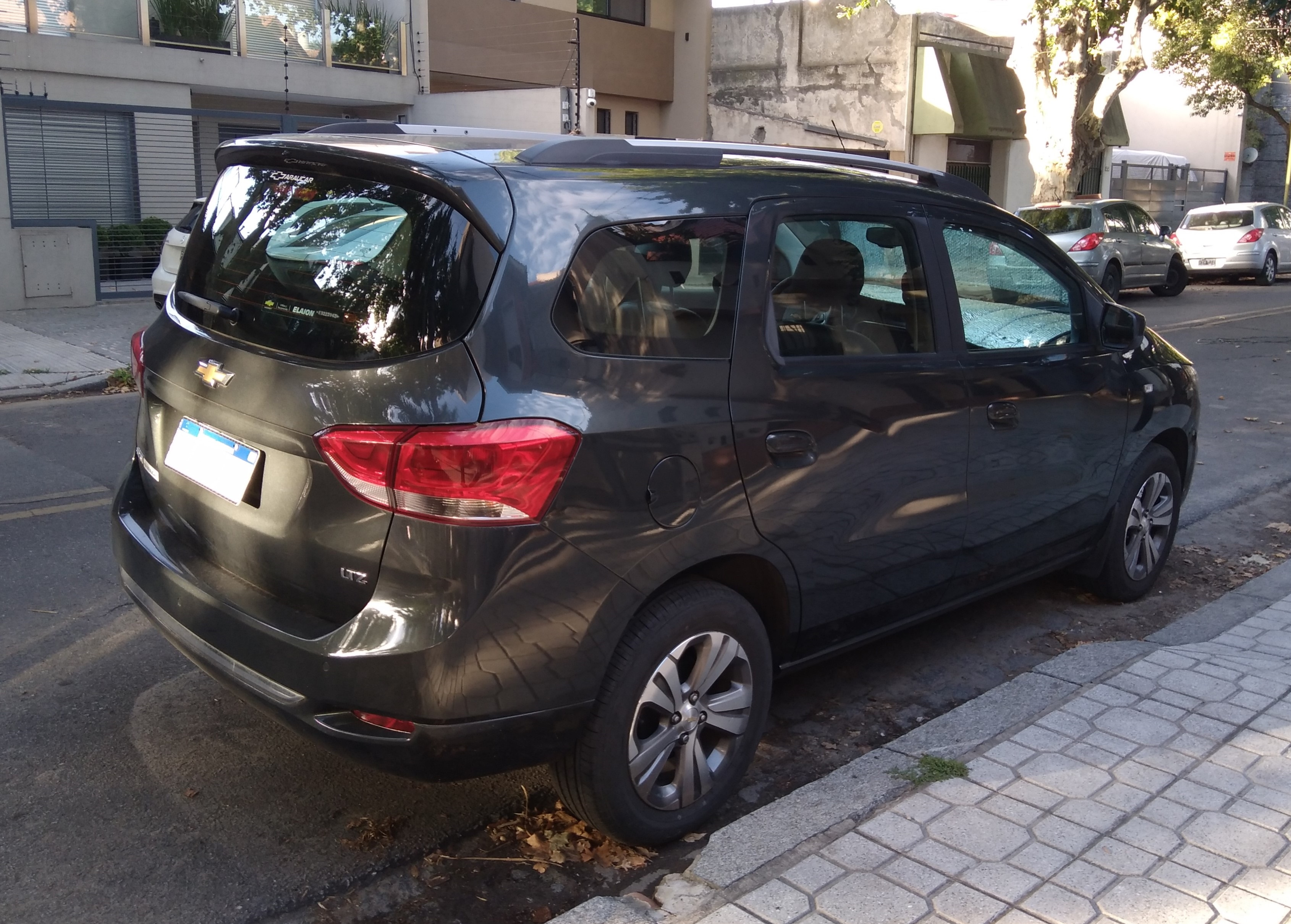
후면

### 두 번째 페이스리프트

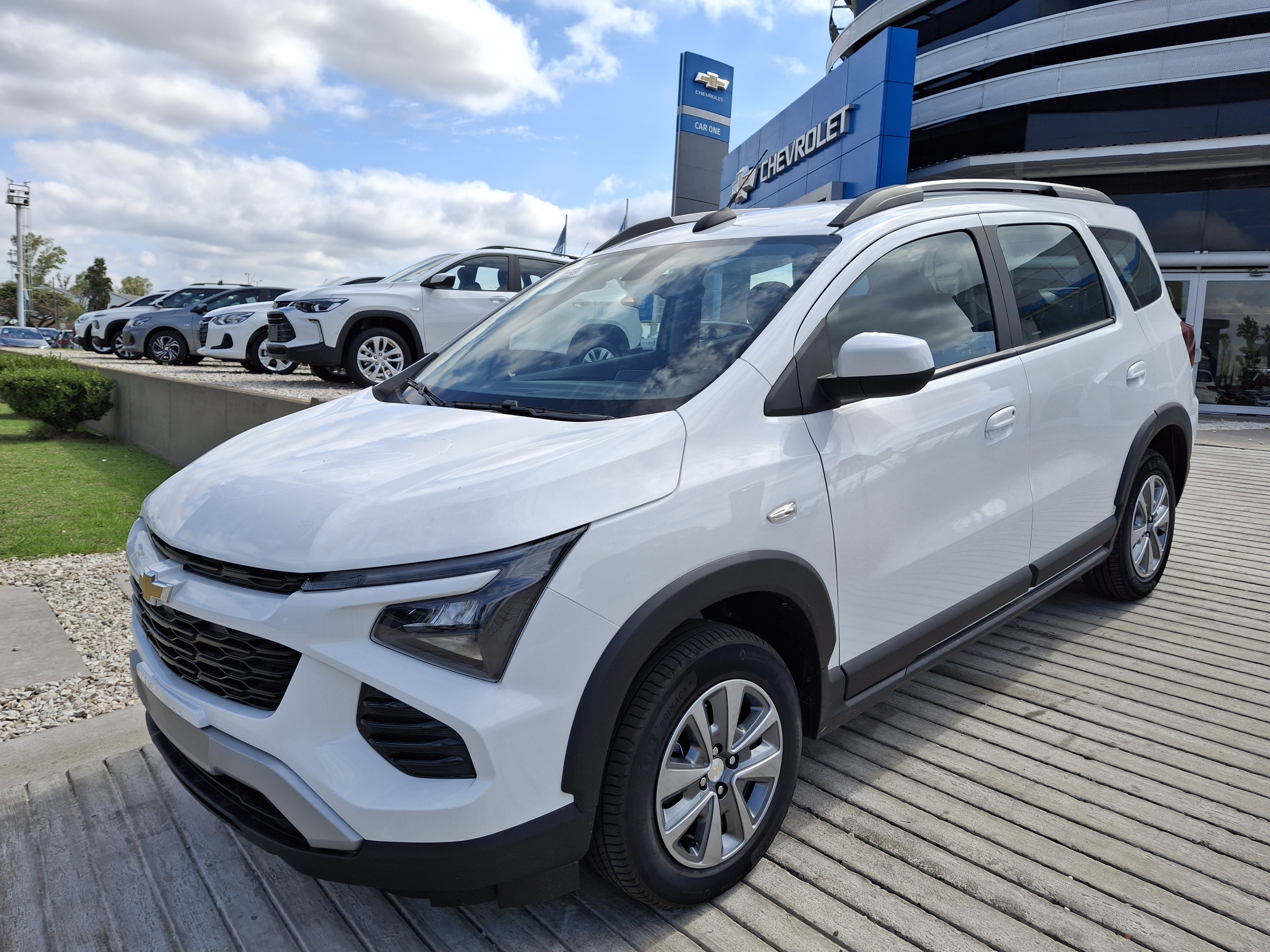
두 번째 페이스리프트 스핀

두 번째 페이스리프트는 2024년 1월 19일 쉐보레 브라질 웹사이트에서 공개되었다. 비가상 데뷔는 빅 브라더 브라질 리얼리티 쇼에서 다른 5대의 차량과 함께 공개될 예정이다. 2025년형 스핀은 인포테인먼트 시스템에 최신 마이링크 시스템을 통합하는 등 실내 업데이트를 거쳤다. 또한 새로운 스티어링 휠, 시트 및 안전 개선 사항이 적용될 예정이다. 외관상으로는 새로운 전면 페시아, 헤드라이트, 펜더 및 더 높은 후드를 받았다.

## 판매량
| 연도 | 브라질 | 인도네시아 | 태국  |
| ---- | ------ | ---------- | ----- |
| 2012 | 18,930 |            |       |
| 2013 | 41,983 | 10,941     |       |
| 2014 | 36,796 | 7,475      | 1,131 |
| 2015 | 27,260 | 3,552      | 728   |
| 2016 | 22,982 | 1          |       |
| 2017 | 24,713 |            |       |
| 2018 | 28,361 |            |       |
| 2019 | 25,192 |            |       |
| 2020 | 15,662 |            |       |
| 2021 | 13,012 |            |       |
| 2022 | 17,817 |            |       |
| 2023 | 20,316 |            |       |
| 2024 | 24,950 |            |       |